# Порошенко, Алексей Петрович
Алексе́й Петро́вич Пороше́нко (род. 6 марта 1985, Киев, Украинская ССР, СССР) — украинский политик, дипломат. Народный депутат Украины VIII созыва с 27 ноября 2014 года по 29 августа 2019 года. Старший сын пятого президента Украины Петра Порошенко.

## Биография

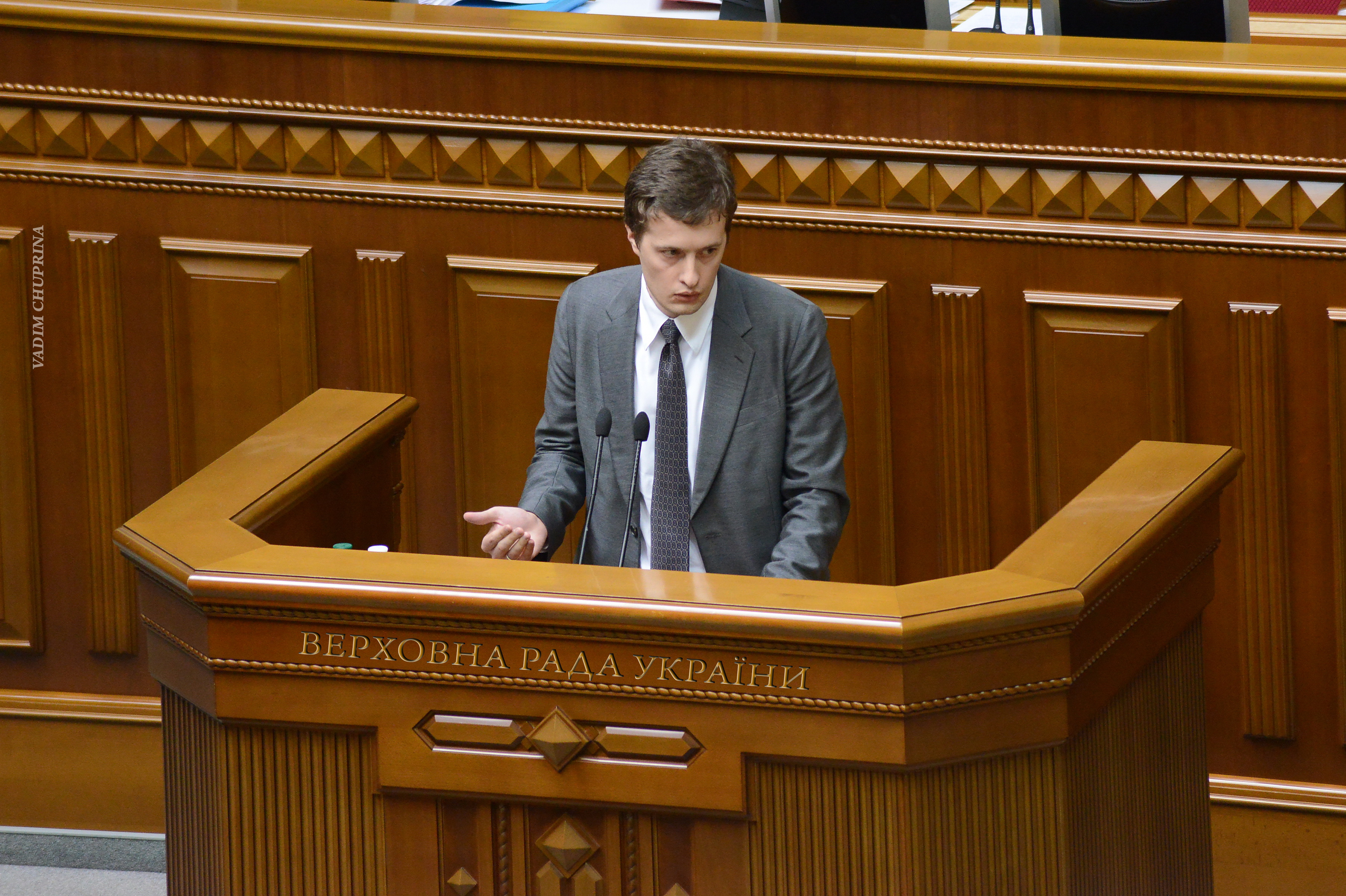
Верховная рада Украины. 2015 год

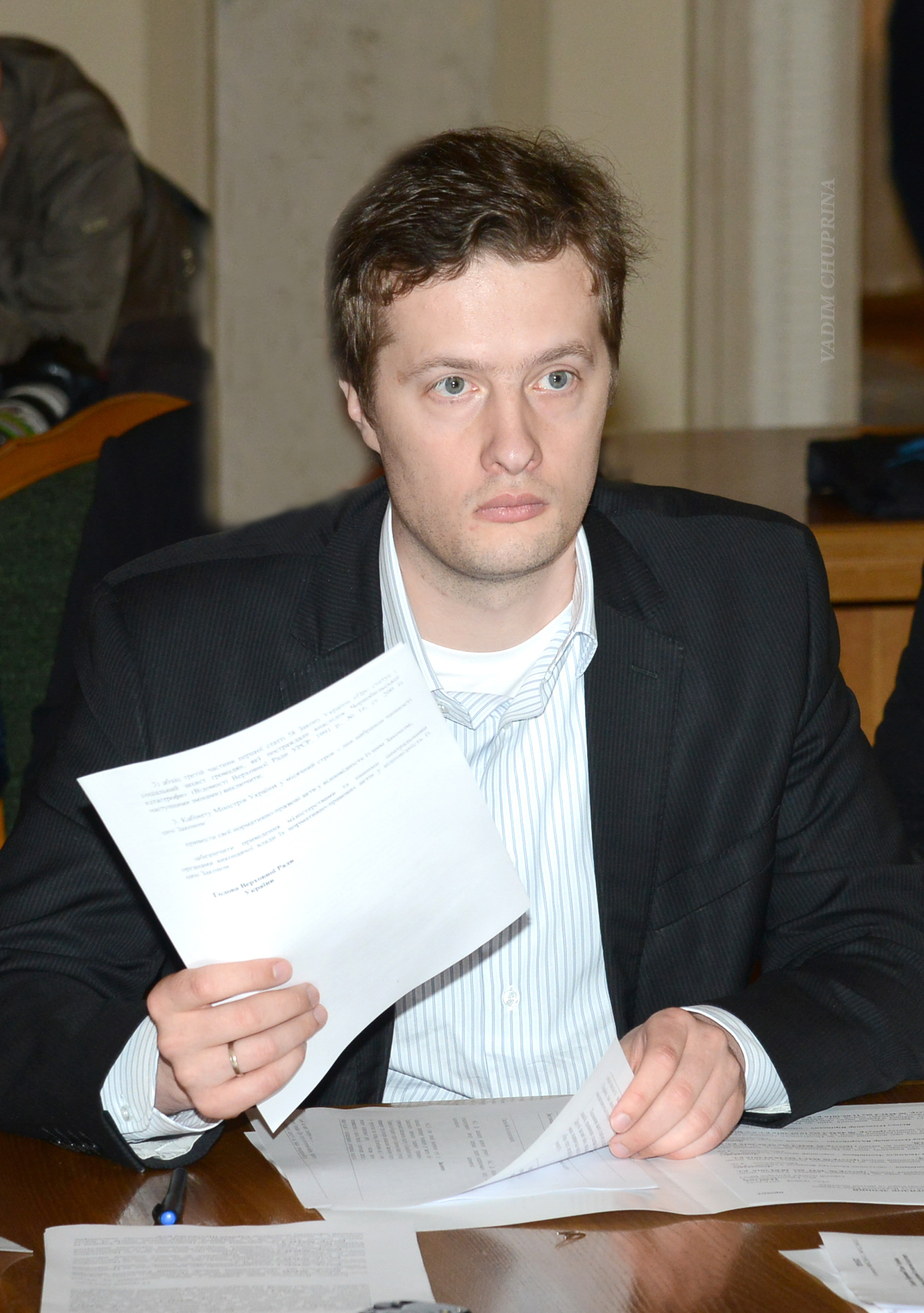
Алексей Порошенко в Верховной раде Украины

В 2002 году окончил на Украине Кловский лицей. С 2001 по 2002 год учился в Итонском колледже (Великобритания). С 2002 по 2003 год учился в Винчестерском колледже (Великобритания).
С 2002 по 2008 год учился в Киевском национальном университете им. Т. Шевченко, Институт международных отношений. С 2004 по 2007 год учился в Лондонской школе экономики (Великобритания). В 2008 году окончил Институт международных отношений Киевского национального университета имени Т. Г. Шевченко по специальности «Международный бизнес». С 2011—2012 года учился в бизнес школе INSEAD (Diversity Fund Scholarship) во Франции и Сингапуре.
В 2006 году работал в банке Merrill Lynch на должности аналитика.
С января по август 2010 года был заместителем руководителя торгово-экономической миссии Генерального консульства Украины в Шанхае (КНР) (отец в этот период занимал должность Министра иностранных дел Украины).
С августа по сентябрь 2010 года — и. о. заместителя руководителя торгово-экономической миссии в Генеральном консульстве Украины в Шанхае.
С сентября 2010 по июнь 2011 года — вице-консул отдела по экономическим вопросам в Генеральном консульстве в Шанхае.
Заместитель генерального директора по внешнеэкономическим связям ЧАО Продовольственная компания «Подолье».

## Общественная деятельность
C 2013 года — депутат Винницкого областного совета, член фракции ВО «Батькивщина», член постоянной комиссии областного Совета по вопросам социально-экономического развития, бюджета и финансов. Избран депутатом Винницкого областного совета на довыборах, которые произошли 24 февраля 2013 по округ № 3 (Бершадь, Бершадский район). За его кандидатуру проголосовало почти 80 % избирателей.
По словам Алексея, в августе — сентябре 2014 года во время вооружённого конфликта в Донбассе он под чужой фамилией был приписан к миномётному подразделению и нёс службу под Краматорском. Жил отдельно от остальных солдат в штабе, в котором расположился министр обороны Валерий Гелетей. В боях участия не принимал.
26 октября 2014 года на досрочных парламентских выборах избран депутатом Верховной рады Украины VIII созыва от одномандатного избирательного округа № 12 в Винницкой области, набрал 64,04 % или 62 359 голосов избирателей по результатам подсчета 100 % электронных протоколов участковых комиссий. С 4 по 11 декабря 2014 года — член Комитета Верховной рады по экономической политике, а с 11 декабря 2014 года — член комитета Верховной рады по вопросам налоговой и таможенной политики.

## Международная деятельность
Руководитель группы по межпарламентским связям с Республикой Сингапур.
Член украинской делегации в Межпарламентском Союзе (МПС). 11 апреля 2017 года Алексей Порошенко выступая на брифинге в Верховной Раде заявил, что Украина будет бойкотировать проведение Ассамблеи Межпарламентского Союза (МПС) в Санкт-Петербурге и призывает к этому другие страны.
Алексей Порошенко в 2015 году голосовал за законопроект «О внесении изменений в Конституцию Украины (относительно неприкосновенности народных депутатов Украины и судей)», регистрационный № 1776, автор законопроекта — Президент Украины Петр Порошенко.
В августе 2017 года Алексей Порошенко стал первым из украинских политиков, который выиграл конкурс Сингапурской программы сотрудничества (SCP) и прошёл стажировку в сфере государственного менеджмента и планирования, а также формулирование стратегий развития на примере работы правительственных структур Сингапура. В результате договоренностей достигных во время визита в Сингапур, порядка 50 госслужащих прошли обучение в Сингапуре на базе Коледжа государственного управления.
21 сентября 2018 года, по версии независимой аналитической платформы VoxUkraine, по Индексу поддержки реформ, Алексей Порошенко вошёл в десятку самых эффективных народных депутатов восьмой сессии Верховной Рады Украины восьмого созыва, которые поддерживали реформаторские законы.
1 ноября 2018 года были введены российские санкции против 322 граждан Украины, включая Алексея Порошенко.

## Законотворческая деятельность
Алексей Порошенко стал соавтором принятого 2 февраля 2016 года Верховной Радой Украины законопроекта № 3150 О внесении изменения в статью 15 Закона Украины «О статусе ветеранов войны, гарантии их социальной защиты» относительно усиления социальной защиты членов семей погибших. Законопроект предусматривает отмену ограничения в предоставлении льгот семьям тех, кто погиб, защищая Украину.
Алексей Порошенко стал соавтором 36 законодательных инициатив.

## Доходы
Согласно данным электронной декларации, за 2015 год Алексей Порошенко в качестве заработной платы в Верховной Раде получил 77 212 гривен. Государство предоставило ему 80 559 гривен компенсации расходов, связанных с депутатской деятельностью. Из недвижимого имущества у Алексея Петровича был офис в Виннице площадью 178,5 м2, который на момент приобретения (15 ноября 2013 года) стоил 1,8 млн гривен. Совместно с матерью у Алексея Порошенко имеется квартира в Киеве площадью 80,66 м². Порошенко задекларировал три автомобиля: ГАЗ-14 («Чайка», 1981 года производства), BMW 320i Cabrio (2011 года, стоимостью 424,64 тыс. гривен), Land Rover Discovery 4.0 (2013 года, стоимостью 680,4 тыс. гривен). На счетах в Международном инвестиционном банке у Алексея Порошенко были 15 011 евро, 141 тыс. долларов и 88 тыс. евро. Также он задекларировал 187 тыс. гривен наличными.
В 2016 году Порошенко заработал в Верховной раде 152 941 гривну. На банковских счетах в Международном инвестиционном банке у него было 11 941 евро, 95,6 тыс. долларов, 82,1 тыс. евро и 4 833 гривны. На счету в «Райффайзен банк Аваль» было 22 896 гривен. Наличными Алексей располагал 317,2 тыс. гривен. Супруга Юлия Порошенко в «Маккинзи и Компания Украина» заработала 82 988 гривен. Проценты от банковского депозита во французском банке BNP Paribas составили 44 585 гривен; на счету в этом банке размещалось 138 879 евро. На счетах в Международном инвестиционном банке у Юлии Порошенко имелось 95,6 тыс. долларов и 82,1 тыс. евро. На счёте в Citibank (США) Юлия задекларировала 304 859 долларов.
В августе 2018 года Алексей Порошенко внёс в электронную декларацию информацию о получении от своего отца подарка — 1,1 млн гривен наличных средств и часть прав на жилой дом в элитном посёлке Козине в Киевской области на сумму 9,5 млн гривен. Согласно электронной декларации, Порошенко получил часть прав в жилом доме с надворными постройками общей площадью 1331,7 м².

## Семья
- Супруга: Юлия Львовна Порошенко (дев. Алиханова; род. 4 февраля 1985, Севастополь)[36][37] — топ-менеджер консалтинговой фирмы «McKinsey & Company». Свадьба состоялась 7 сентября 2013 года.
- Дети:
  - Сын: Пётр (род. 7 июня 2014), родился в день инаугурации своего деда[38][39].
  - Дочь: Елизавета (род. 24 марта 2016)[40][41].
- Дед Алексей Иванович Порошенко (1936—2020) — предприниматель и политик.
- Родители:
  - Отец: Пётр Алексеевич Порошенко (род. 1965) — пятый президент Украины.
  - Мать: Марина Анатольевна Порошенко (род. 1962) — председатель Совета Благотворительного фонда Петра Порошенко.
- Сёстры-близнецы: Евгения и Александра Порошенко (род. 2000).
- Брат: Михаил Петрович Порошенко (род. 2001).

Алексей Порошенко вместе с родителями, братом и сёстрами изображён на фреске в храме имения Порошенко в Козине (Конча-Заспа). По мнению иконописца Дмитрия Марченко, по стилистике изображение схоже с картинами русского художника XIX века Ивана Макарова, у которого на картинах присутствует император Александр III со своей семьёй.